# Július Hašana
Július Hašana (* 24. října 1928 Dvorany nad Nitrou - 29. června 1996 Praha) byl československý generál, 1. zástupce náčelníka Hlavní politické správy ČSLA, politik Komunistické strany Československa slovenské národnosti a poslanec Sněmovny lidu Federálního shromáždění zvolený v českých zemích za normalizace.

## Biografie
XVII. sjezd KSČ ho zvolil za člena Ústřední kontrolní a revizní komise KSČ. K roku 1976 se uvádí jako náčelník politické správy západního vojenského okruhu ČSLA. Do hodnosti generálporučíka byl povýšen k 1. květnu 1982. V roce 1989 zastával post 1. zástupce náčelníka Hlavní politické správy ČSLA.
Ve volbách roku 1976 zasedl do Sněmovny lidu (volební obvod č. 46 - Ostrov, Západočeský kraj). Mandát obhájil ve volbách roku 1981 (obvod Ostrov-Kraslice) a volbách roku 1986 (obvod Karlovy Vary). Ve Federálním shromáždění setrval do ledna 1990, kdy rezignoval na poslanecký post v rámci procesu kooptace do Federálního shromáždění po sametové revoluci.